# Lo Tossal (Espluga de Serra)
Lo Tossal és una muntanya de 894,5 metres que es troba entre els antics municipis de l'Alta Ribagorça de Sapeira i Espluga de Serra, tots dos ara del terme de Tremp, a la comarca del Pallars Jussà. És al capdavall d'una prolongació cap al nord-oest, com la Roca Mosquera, de la Serra de Castellet, quan aquesta serra es troba amb la de Gurp.
És al nord-est de Sapeira i al sud-oest d'Aulàs, a la meitat de recorregut, en línia recta, d'un poble a l'altre, i forma un turó prominent que separa les valls del barranc de Llepós i el barranc del Solà. És just damunt i al nord-est de la Torre del Senyor, cosa que produeix més d'una confusió, atès que més al nord-oest hi ha un turó anomenat la Torre del Senyor.